# Ignacio Mercero
Ignacio Mercero Santos (18 de febrero de 1967) es un director y productor de series de televisión español.
Es hijo del cineasta Antonio Mercero y hermano del guionista de televisión Antonio Santos Mercero. Comenzó su carrera como ayudante de dirección cinematográfico pero su carrera se fue centrando progresivamente en el género televisivo.

## Filmografía

### Como director de series de televisión
- Entrevías (2022)
- Toy Boy (2019)
- Sabuesos (2018; actualidad)
- El Caso: Crónica de sucesos (2016; 5 episodios (de momento)
- Allí abajo (2015)
- El Príncipe (2014; 4 episodios).
- El tiempo entre costuras (2013; 6 episodios): Serie basada en el libro homónimo de la autora María Dueñas.
- Gran Reserva. El origen (2013; 6 episodios).
- Familia (2013; 2 episodios).
- Los protegidos (2010-11; 4 episodios).
- La chica de ayer (2009; 2 episodios).
- Física o química (2008; 3 episodios).
- Génesis, en la mente del asesino (2006-07; 8 episodios).
- El comisario (2001-06; 24 episodios).
- Motivos personales (2005; 5 episodios).
- Lobos (2005; 2 episodios).
- Los 80 (2004; 2 episodios).
- Hospital Central (2001-02; 3 episodios).
- Abogados (2001; 1 episodio).
- Mediterráneo (1999-2000; 6 episodios).
- El súper (1998; 3 episodios).
- Fernández y familia (1998).
- La vida en el aire (1998; 13 episodios).[1]

### Como ayudante de dirección cinematográfico
- Pon un hombre en tu vida (1996)
- Tránsito (cortometraje) (1996)
- Cautivos de la sombra (1994)
- Sevilla Connection (1992)
- Ni se te ocurra... (1991)
- Espérame en el cielo (1988)
- La guerra de los locos (1987)
- Asignatura aprobada (1987)

### Como ayudante de dirección de series de televisión
- Por fin solos (2 episodios; 1995)
- El destino en sus manos (1995)
- ¡Ay, Señor, Señor! (13 episodios; 1994)
- Vecinos (1994)
- Réquiem por Granada (1991)
- Brigada central (1989)
- Historias del otro lado (1988)

### Como productor ejecutivo de series de televisión
- Los protegidos (2010-11; 27 episodios)
- La chica de ayer (2009; 8 episodios)
- Física o química (2008; 12 episodios). Preparó el proyecto inicial de la serie, cuyo título iba a ser "Empezar de cero",[2] y produjo los doce primeros capítulos.

## Otros trabajos
- Como realizador: Farmacia de guardia (21 episodios; 1991-92)
- Como guionista: La vida en el aire (serie de TV) (13 episodios; 1998)